# Водзічна (Мазовецьке воєводство)
Водзічна (пол. Wodziczna) — село в Польщі, у гміні Могельниця Груєцького повіту Мазовецького воєводства.
Населення — 340 осіб (2011).

## Демографія
Демографічна структура станом на 31 березня 2011 року:
|          | Загалом | Допрацездатний вік | Працездатний вік | Постпрацездатний вік |
| -------- | ------- | ------------------ | ---------------- | -------------------- |
| Чоловіки | 167     | 39                 | 109              | 19                   |
| Жінки    | 173     | 28                 | 98               | 47                   |
| Разом    | 340     | 67                 | 207              | 66                   |